# Цілина (Ростовська область)
Цілина — селище (сільського типу), адміністративний центр й найбільший населений пункт Цілинського району Ростовської області, а також адміністративний центр Цілинського сільського поселення.

## Географія
Селище розташоване на півдні Ростовської області, в межах Азово-Кубанської низовинної рівнини. Рельєф місцевості рівнинний, річки й озера в околицях селища відсутні. В районі Цілини поширені чорноземи південні й звичайні міцелярно-карбонатні. Ґрунтоутворюючими породами є глини й суглинки.
Залізнична станція Цілина на перегоні Отаман - Трубецька (залізничної лінії Батайськ — Сальськ). Поблизу селища проходить регіональна автодорога Єгорлицька — Сальськ.
Автомобільними дорогами відстань до обласного центру міста Ростов-на-Дону складає 140 км, до найближчого міста Сальська — 43 км. Найближчий населений пункт селище Нова Цілина розташований на північний схід від Цілини по іншу сторону від залізниці. На захід від Цілини розташовано хутір Сєвєрний.

### Клімат
Клімат помірний, згідно класифікації Кеппена-Гейгера вологий континентальний з жарким літом (індекс Dfa). Середньорічна норма опадів - 537 мм, протягом року опади розподіляються відносно рівномірно, проте періодично бувають посухи. Середньорічна температура позитивна і становить +9.4 С, середня температура січня –4,6 °С, липня +23,1 °С, однак вторгнення арктичного повітря взимку можуть викликати різкі похолодання (абсолютний мінімум –34,1 °С), влітку повітря може прогріватися до +40 °С в тіні.
| Клімат Цілини | Клімат Цілини | Клімат Цілини | Клімат Цілини | Клімат Цілини | Клімат Цілини | Клімат Цілини | Клімат Цілини | Клімат Цілини | Клімат Цілини | Клімат Цілини | Клімат Цілини | Клімат Цілини | Клімат Цілини |
| Показник | Січ.          | Січ.          | Березень      | Кві.          | Травень       | Червень       | Липень        | Серп.         | Сен.          | Окт.          | Листоп.       | Дек.          | Рік           |
| Абсолютний максимум, °C | 15,8          | 21,3          | 26,1          | 33,0          | 35,2          | 38,2          | 40,1          | 40,3          | 36,3          | 31,8          | 24,2          | 17,3          | 40,3          |
| Середній максимум, °C | –1,3          | -0,2          | 5,7           | 16,6          | 23,1          | 27,0          | 29,9          | 29,1          | 23,5          | 14,8          | 7,1           | 1,6           | 14,7          |
| Середня температура, °C | -4,6          | -4            | 1,1           | 10,1          | 16,3          | 20,5          | 23,1          | 22,1          | 16,3          | 9,0           | 3,2           | –1,6          | 9,4           |
| Середній мінімум, °C | –7,7          | –7,1          | –2,8          | 4,5           | 9,9           | 14,0          | 16,4          | 15,5          | 10,3          | 4,3           | 0,1           | –4,2          | 4,4           |
| Абсолютний мінімум, °C | –34,1         | –32,8         | –22,9         | –7,3          | –3,5          | 2,0           | 7,2           | 1,4           | –3,7          | –12,4         | –29,5         | –30,3         | –34,1         |
| Норма опадів, мм | 40            | 35            | 34            | 45            | 50            | 54            | 54            | 48            | 36            | 35            | 46            | 60            | 537           |
| --- | ------------- | ------------- | ------------- | ------------- | ------------- | ------------- | ------------- | ------------- | ------------- | ------------- | ------------- | ------------- | ------------- |
| Джерело: World Climate [Архівовано 5 березня 2016 у Wayback Machine.] Абсолютні максимуми і мінімуми, середні температури [Архівовано 1 липня 2019 у Wayback Machine.] Кількість опадів [Архівовано 4 березня 2016 у Wayback Machine.] |               |               |               |               |               |               |               |               |               |               |               |               |               |

Географічний астрономічний час в Цілині практично відповідає поясним: дійсний полудень - 12:05:51

## Інфраструктура
Офіційною датою заснування селища вважався 1922 рік, проте місцевим краєзнавцем, директором Цілинського районного музею Семеном Дебелим було доведено, що датою заснування слід вважати 1 березня 1916 року. Поселення спочатку носило ім'я Станція Цілина й першими його поселенцями стали деякі будівельники станції та, робітники, що приїхали на обслуговування зростаючих вантажопотоків.
На початку 1920-х років сюди кинулися сім'ї з України, а також молокани й духобори. Після передачі Туреччині Карської області в селище були переселені її російські мешканці. Велике переселення українців тривало внаслідок Голодомору початку 1930-их років. Селище стало інтернаціональним (українці, росіяни, вірмени, азербайджанці, євреї, перси з Ірану).
З 1923 року Цілина була адміністративним центром Західно-Кіннозаводського району.
Наприкінці липня 1942 року селище й станція були базою Рухомої механізованої групи (РМГ) Південного фронту, що стримувала наступ німців на Кубань та Кавказ. 31 липня на підступах до Цілині стався запеклий бій між РМГ й частинами німецької 1-ї танкової армії. Ці бої відображені навіть у щоденниках начальника німецького Генштабу генерала Франца Гальдера.
У червні 1991 року в селищі відбувся з'їзд духоборів Росії.

## Населення
У 1939 році в Цілині мешкало 5313 осіб.
За переписом 2010 року тут мешкало 10649 осіб.